# La comparsa
La Comparsa is een instrumentaal nummer uit 1963 van ZZ en de Maskers waarop Jan de Hont solist is. Het is een gitaarbewerking van een compositie voor piano van de Cubaan Ernesto Lecuona.

## Hitnotering
Het nummer is niet genoteerd in weeklijsten, maar wel in de eindejaarslijsten NPO Radio 5 en NPO Radio 2.

### Evergreen Top 1000
| Evergreen Top 1000 "La Comparsa" | Evergreen Top 1000 "La Comparsa" | Evergreen Top 1000 "La Comparsa" | Evergreen Top 1000 "La Comparsa" | Evergreen Top 1000 "La Comparsa" | Evergreen Top 1000 "La Comparsa" | Evergreen Top 1000 "La Comparsa" | Evergreen Top 1000 "La Comparsa" | Evergreen Top 1000 "La Comparsa" | Evergreen Top 1000 "La Comparsa" | Evergreen Top 1000 "La Comparsa" | Evergreen Top 1000 "La Comparsa" | Evergreen Top 1000 "La Comparsa" | Evergreen Top 1000 "La Comparsa" | Evergreen Top 1000 "La Comparsa" | Evergreen Top 1000 "La Comparsa" | Evergreen Top 1000 "La Comparsa" |      |
| Jaar                             | 2008                             | 2009                             | 2010                             | 2011                             | 2012                             | 2013                             | 2014                             | 2015                             | 2016                             | 2017                             | 2018                             | 2019                             | 2020                             | 2021                             | 2022                             | 2023                             | 2024 |
| -------------------------------- | -------------------------------- | -------------------------------- | -------------------------------- | -------------------------------- | -------------------------------- | -------------------------------- | -------------------------------- | -------------------------------- | -------------------------------- | -------------------------------- | -------------------------------- | -------------------------------- | -------------------------------- | -------------------------------- | -------------------------------- | -------------------------------- | ---- |
| Positie                          | 572                              | 129                              | 137                              | 17                               | 22                               | 10                               | 2                                | 4                                | 12                               | 13                               | 23                               | 20                               | 26                               | 40                               | 54                               | 58                               | 103  |

### NPO Radio 2 Top 2000
| Nummer met noteringen in de NPO Radio 2 Top 2000 | '00 | '01 | '02 | '03 | '04 | '05 | '06 | '07 | '08 | '09 | '10  | '11  | '12  | '13  | '14  | '15  |
| ------------------------------------------------ | --- | --- | --- | --- | --- | --- | --- | --- | --- | --- | ---- | ---- | ---- | ---- | ---- | ---- |
| La comparsa                                      | 631 | 708 | 854 | 525 | 572 | 547 | 578 | 529 | 561 | -   | 1146 | 1339 | 1666 | 1757 | 1340 | 1437 |

1. ↑  Een '-' betekent dat het nummer niet was genoteerd en een vetgedrukt getal geeft de hoogste notering aan.
2. ↑  2000 was het eerste jaar met een notering voor dit nummer.
3. ↑  Deze tabel is bijgewerkt tot en met de laatste editie (2024).